# Picotet de l'Orinoco
El picotet de l'Orinoco (Picumnus pumilus) és una espècie d'ocell de la família dels pícids (Picidae) que habita la selva humida de l'est de Colòmbia, sud de Veneçuela i zona limítrofa del nord-oest del Brasil.